# Camden Town Group
O Camden Town Grup foi um grupo de artistas ingleses pós-impressionistas ativo entre 1911 e 1913. Eles costumavam se reunir no estúdio do pintor Walter Sickert, na área de Camden Town de Londres, o que rendeu a designação do grupo.